# Società per le strade ferrate romane
La Società per le strade ferrate romane era una società ferroviaria creata nel 1865 per la costruzione e l'esercizio delle linee ferroviarie dell'Italia centrale e settentrionale nei territori del Regno d'Italia e, fino al 1870, dello Stato Pontificio. Entrata presto in dissesto economico, venne rilevata dallo Stato italiano nel 1873 che ne gestì la rete fino al 1885.

## Storia

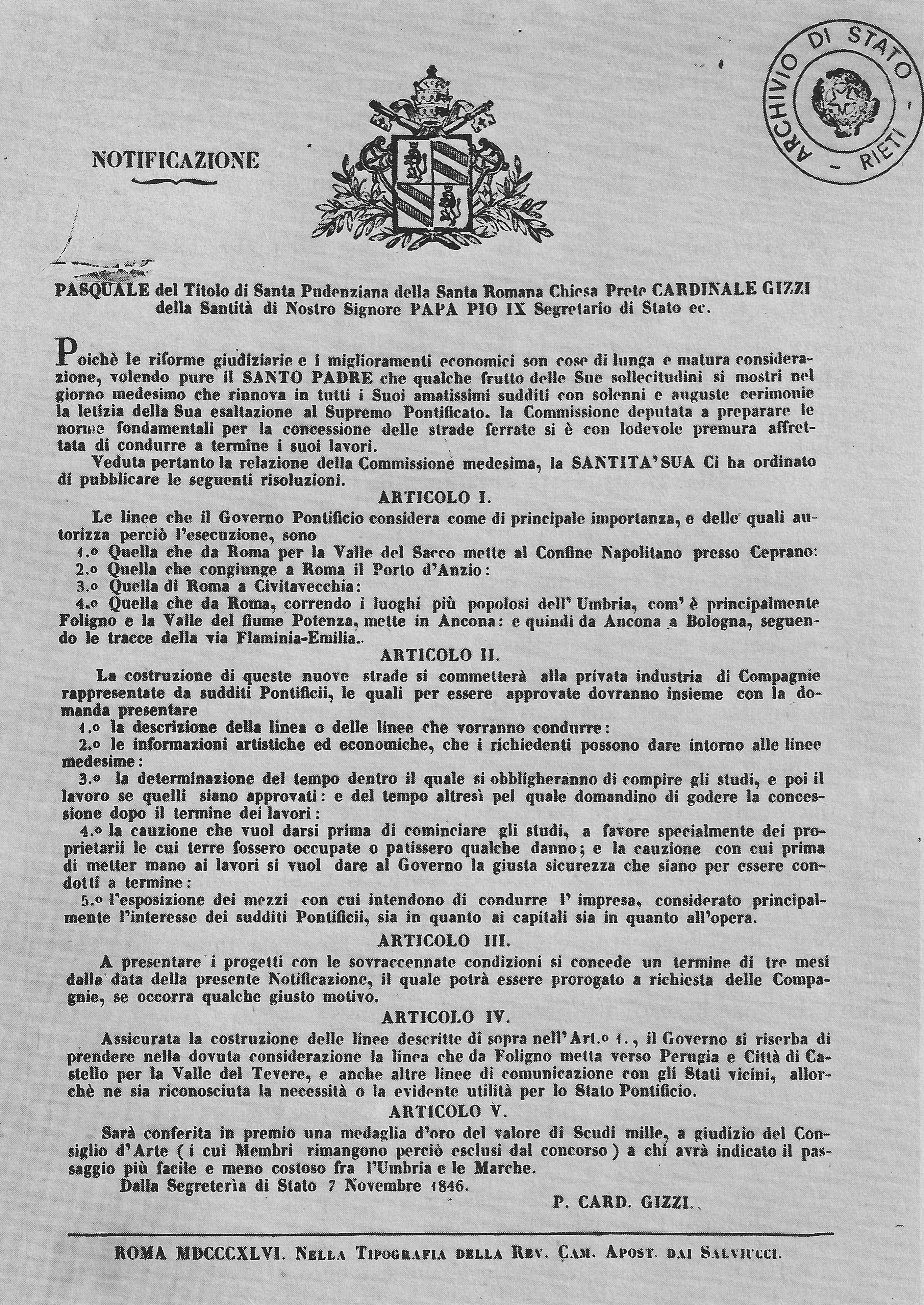
La notificazione del 7 novembre 1846, che stabilì la costruzione della rete ferroviaria pontificia

Con il pontificato di Pio IX vennero emanate le Notificazioni con le quali venivano accolte e autorizzate le proposte di costruzione di tre ferrovie. Pubblicate il 7 novembre 1846, programmavano la costruzione di:
1. una linea per Frascati[1] e il collegamento da Roma fino al confine con il Regno delle due Sicilie (posto a Ceprano, nella Terra di Lavoro). Il percorso era: Roma-Velletri-Ceprano;
2. il collegamento per Civitavecchia;
3. la Bologna-Ancona (via Terni, Spoleto e Foligno)[2], che poi sarebbe proseguita fino a Ferrara.

Allo scopo vennero costituite tre società che, in onore del papa, assunsero l'appellativo comune di "Pio": 1) Pio Latina; 2) Pio Centrale; 3) Pio Emilia. La «Società della strada ferrata Pio Latina», ebbe in concessione le linee Roma-Frascati e Roma-Ceprano.
Nel 1856 la Società generale delle strade ferrate romane (SSFR) acquisì la concessione della strada ferrata Roma-Civitavecchia, della Roma-Ancona, della Ancona-Bologna e del suo prolungamento fino a Ferrara. Con la riduzione del territorio dello Stato Pontificio al solo Lazio (1859-60), buona parte della rete sociale si trovò fuori dai confini di stato per cui il principale committente della Società divenne il Regno di Sardegna.

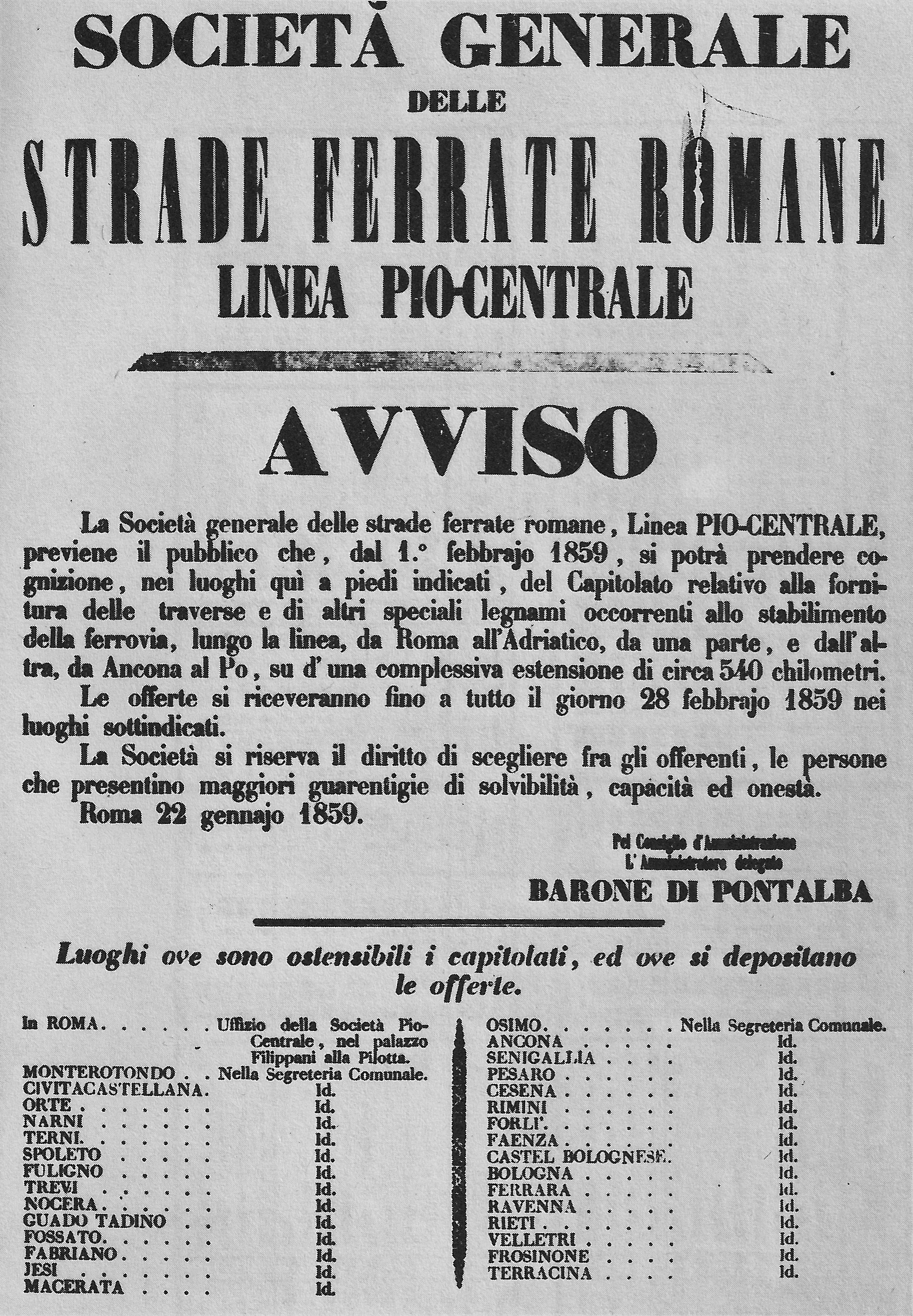
Un appalto della SSFR per la linea Pio Centrale (1859)

Dopo la costituzione nel 1861 del Regno d'Italia fu necessario procedere al riordino complessivo della rete ferroviaria; venne emanata la legge n° 2279 del 14 maggio del 1865 che affidava la rete delle «Romane» (in dissesto economico) alla subentrante «Società per le strade ferrate romane» (SFR) (che di fatto era una ricostituzione della precedente).
Il trasferimento dell'atto di concessione prevedeva il completamento delle tratte ancora in costruzione e la costruzione e l'esercizio delle linee di collegamento tra Roma e Firenze con i porti principali di Genova, Livorno, Civitavecchia e Napoli. Inoltre veniva assegnato anche l'esercizio della linea Torino-Savona e la costruzione ed esercizio della Parma-La Spezia.
Alla società vennero affidate in sostanza le principali linee ferroviarie della rete ligure e dell'Italia centrale ad eccezione delle linee adriatiche.
La rete delle nuove «Romane» risultò costituita, di massima, dalla fusione delle linee gestite dalle precedenti Società esercenti la Roma-Ancona e la Ferrovia Roma-Cassino-Napoli, dalla rete delle ex Strade Ferrate Livornesi, da quella della Centrale Toscana e delle linee Maremmane e quella delle ferrovie da Roma, a Frascati, a Ceprano, a Civitavecchia, a Porto d'Anzio e a Bologna, per Foligno ed Ancona.
Ebbe inoltre assegnata una sovvenzione annua di lire 13.250 per chilometro.
La nuova società nata dalle ceneri delle vecchie e dissestate società, tuttavia, si trovò presto anch'essa in grave dissesto economico tanto che lo Stato dovette riscattare nel 1870 la linea da Firenze a Massa. I motivi erano tanti e non ultime erano anche le scelte dei tracciati costruiti spesso tortuosi e disorganici e che venivano a trovarsi del tutto inadatti alle nuove direttive e decisioni economiche dei governi unitari che tendevano a privilegiare differenti direttrici di traffico su rotaia; non più trasversali verso i porti tirrenici ed adriatici ma in verso longitudinale tra nord ed ovest/sud-est.
Le trattative si prolungarono fino al 1873 quando venne deciso, da parte dello Stato, l'acquisto di tutta la rimanente rete della Società. L'operazione si trascinò a lungo e si concluse solamente nel 1882. La maggior parte della rete venne poi ripartita tra le due grandi società (concessionarie dal 1885) Adriatica e Mediterranea.

## Rete
Nel 1868, la società gestiva le seguenti linee:
- Sezione Nord
  - Firenze-Livorno
  - Firenze-Lucca-Pisa[5]
  - Pisa-Massa
  - Firenze-Foligno[6]
  - Livorno-Chiarone
  - Cecina-Saline
  - Massa-Spezia
  - Avenza-Carrara
  - Spezia-Genova (in costruzione)
  - Genova (traversa della città) (in costruzione)
  - Savona-confine francese (in costruzione)
  - Genova-Savona
- Centrale Toscana
  - Empoli-Orvieto
  - Orvieto-confine pontificio (in costruzione)
  - Asciano-Torrenieri
  - Torrenieri-Grosseto (in costruzione)
- Sezione Sud (territorio italiano)
  - Falconara-Corese
  - Cancello-San Severino
  - Napoli-Ceprano
  - San Severino-Avellino (in costruzione)
- Sezione Sud (territorio pontificio)
  - Ceprano-Roma
  - Corese-Roma
  - Ciampino-Frascati
  - Chiarone-Civitavecchia
  - Civitavecchia-Roma
  - confine italiano-Orte (in costruzione)